# Prem Nazir
Prem Nazir (7 avril 1926 - 16 janvier 1989) est un acteur indien. Il est né à Kerala.

## Biographie
Prem Nazir a fait ses débuts d'acteur en tant que Shylock dans la pièce The Merchant of Venice (1951), alors qu'il était étudiant au SB College de Changanacherry.

## Filmographie
- 1965 : Murappennu
- 1965 : Iruttinte Athmavu
- 1969 :  Adimakal de K. S. Sethumadhavan : Raghavan (Pottan)
- 1969 : Kallichellamma
- 1969 : Nadhi
- 1971 : Anubhavangal Paalichakal
- 1973 : Azhakulla Saleena
- 1981 : Vida Parayum Munpe
- 1982 : Padayottam
- 1988 : Dhwani